# Dreieinigkeitskirche (Stainach)
Die Dreieinigkeitskirche ist die Pfarrkirche der evangelischen Kirchengemeinde Stainach-Irdning. Sie steht in der Sonneckgasse 307 von Stainach im steirischen Bezirk Liezen und gehört der Evangelischen Superintendentur A. B. Steiermark an.

## Geschichte
In der ersten Hälfte des 16. Jahrhunderts etablierte sich in Irdning durch das Wirken von Hans Hofmann von Grünbühel auf Schloss Trautenfels eine evangelische Gemeinde. Für diese errichtete er 1575 auf dem Bergrücken westlich des Schlosses die evangelische Kirche Neuhaus, die aber 1599 der Gegenreformation zum Opfer fiel. 1991 wurden die Reste des Bauwerks, ein einfacher Saalbau mit Apsis und seitlichem Turmbau, archäologisch freigelegt und als evangelische Gedenkstätte eingerichtet. Im Ennstal hielt sich zunächst ein Kryptoprotestantismus, doch kam es bald zu Auswanderungen, unter anderem in den Jahren 1752 bis 1756 nach Siebenbürgen und Ungarn.
Erst um 1900 entstand wieder durch Zuzug Evangelischer eine Gemeinde, die zunächst von Gröbming, ab 1921 von Bad Aussee betreut wurde. 1949 wurde diese Filiale von Bad Aussee und schließlich 1959, nachdem sie 1954 bis 1956 nach Plänen von Eduard Praschag die Dreieinigkeitskirche erhalten hatte, selbständige Pfarre. 1967 wurde südlich der Dreieinigkeitskirche ein Pfarrzentrum errichtet. 2017 schloss sich die Gemeinde mit der Gemeinde Bad Aussee zu der neuen Gemeinde „Evangelische Pfarrgemeinde A.B. Bad Aussee – Stainach-Irdning“ zusammen.

## Architektur
Die Dreieinigkeitskirche Stainach, ein einfacher Saalbau mit Rechteckfenstern und Satteldach, wird bekrönt von einem als offene Stahlkonstruktion errichteten Dachreiter. Als hauptsächliches, den Innenraum beherrschendes künstlerisches Element erhielt die Giebelfassade ein Kreuz aus den zeittypischen Glasstahlbetonsteinen. Zu den jüngsten Änderungen am Kirchenbau zählt die Errichtung eines gläsernen Windfangs anstelle des früheren Vordachs.